# Eparchia Najświętszej Maryi, Królowej Pokoju, w Stanach Zjednoczonych i Kanadzie
Eparchia Najświętszej Maryi, Królowej Pokoju, w Stanach Zjednoczonych i Kanadzie – eparchia Kościoła katolickiego obrządku syromalankarskiego w USA, z siedzibą w New Hydepark w hrabstwie Nassau.
Powstała jako egzarchat apostolski Stanów Zjednoczonych Ameryki  15 lipca 2010 r. konstytucją apostolską Sollicitudinem gerentes Benedykta XVI. Papież podjął tę decyzję po konsultacjach z Kongregacją ds. Kościołów Wschodnich, z abp. większym Baseliosem Cleemisem Thottunkalem i synodem biskupów syromalankarskich oraz z prezydium Konferencji Episkopatu USA. Egzarchat obejmuje katolików obrządku syromalankarskiego w USA (gł. stany Dystrykt Kolumbii, Floryda, Illinois, Michigan, Nowy Jork, Teksas).
4 stycznia 2016 podniesiony do rangi eparchii Najświętszej Maryi, Królowej Pokoju, w Stanach Zjednoczonych i Kanadzie.

## Ordynariusze
- Thomas Eusebios Naickamparampil (2010-2017), biskup tytularny Lares
- Philippos Stephanos Thottathil (od 2017), biskup tytularny Sozopolis in Haemimonto